# Cuartero
Cuartero è una municipalità di quarta classe delle Filippine, situata nella Provincia di Capiz, nella Regione del Visayas Occidentale.
Cuartero è formata da 22 baranggay:
- Agcabugao
- Agdahon
- Agnaga
- Angub
- Balingasag
- Bito-on Ilawod
- Bito-on Ilaya
- Bun-od
- Carataya
- Lunayan
- Mahabang Sapa
- Mahunodhunod
- Maindang
- Mainit
- Malagab-i
- Nagba
- Poblacion Ilawod
- Poblacion Ilaya
- Poblacion Takas
- Puti-an
- San Antonio
- Sinabsaban